# Anthoussa
Anthoussa  este un oraș în Grecia în prefectura Attica.